# Karácsony György
Karácsony György, néhol Karácsondy Gergely (Nagybánya, ? – Debrecen, 1570 tavasza) az 1569–1570-es parasztfelkelés vezére.  
Nagybányán született. Hatalmas testi erejéről és ijesztő alakjáról („fekete ember”-nek is nevezték), illetve az elnyomó törökök elleni isteni küldetéséről és csodatevő híréről számos monda keringett a nép között. 1569-ben a babonás nép tömegesen gyűlt Karácsony köré, hogy vezetése alatt felszabadítsa Magyarországot a török uralom alól. Karácsony vallásos színezetű szabályokkal példás rendet tartott táborában, de nem tudta megakadályozni, hogy a hozzá nem csatlakozott szilágysági lakosság között fanatizált emberei ne garázdálkodjanak. 1570 tavaszán a Tisza melletti balaszentmiklósi vár ostrománál a szolnoki török bég – valószínűleg magának a megvesztegetett Karácsonynak árulása következtében – győzelmet aratott a martalócsereg fölött. Amikor Karácsony élelmiszerekért Debrecenbe vonult és a város bírájával erőszakoskodni kezdett, a felbőszült lakosság összekaszabolta embereit, őt magát pedig hóhérral végeztette ki.